# Lipsothrix shasta
Lipsothrix shasta là một loài ruồi trong họ Limoniidae. Chúng phân bố ở miền Tân bắc.